# Amore nella conchiglia/Se devi andare
Amore nella conchiglia/Se devi andare è un singolo della cantante italiana Wilma De Angelis pubblicato nel 1964 dalla casa discografica Philips

## Tracce
1. Amore nella conchiglia
2. Se devi andare